# Ria Beeusaert-Pattyn

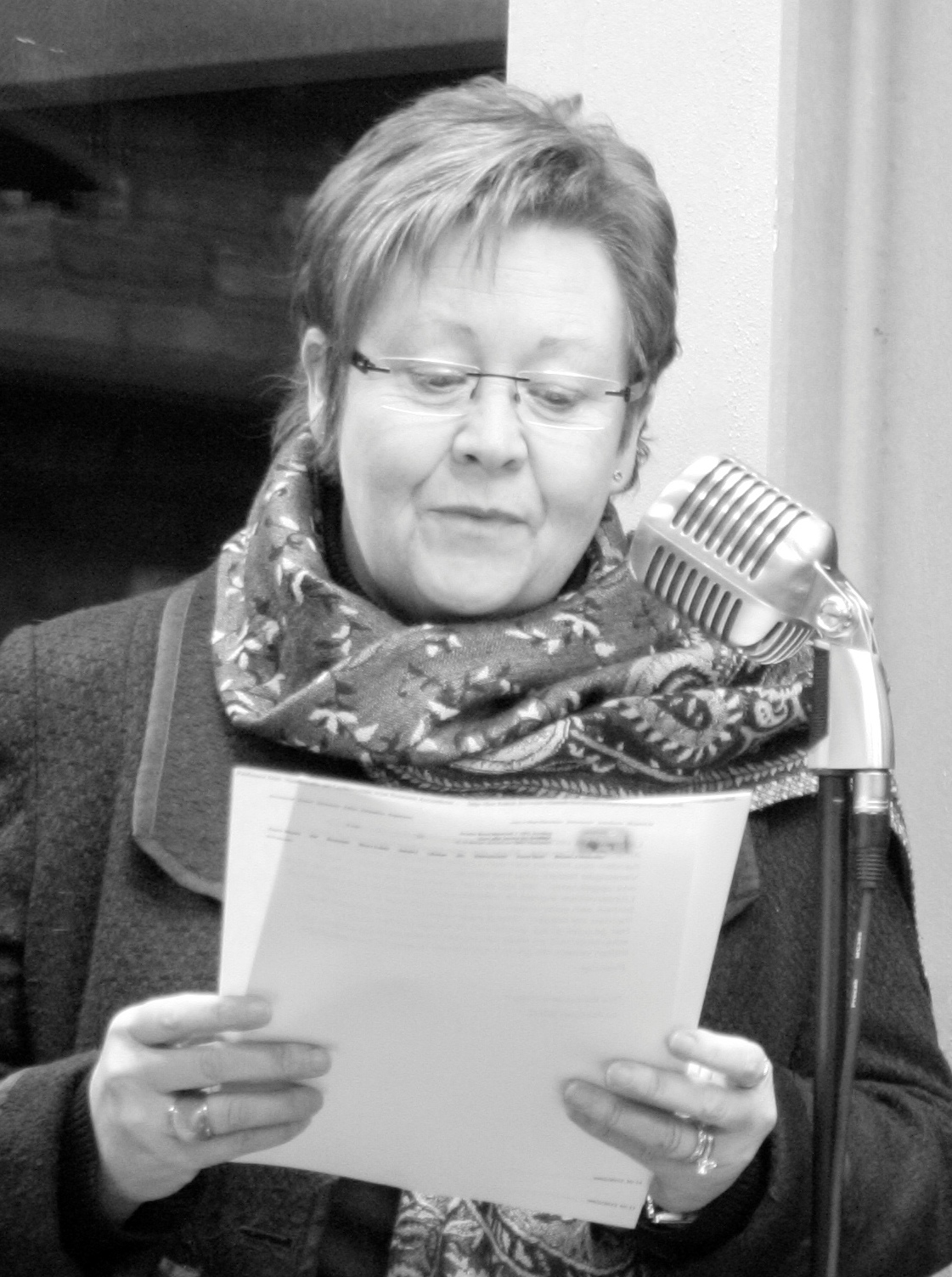
Ria Beeusaert-Pattyn

Ria Beeusaert-Pattyn (Zwevezele, 4 augustus 1962) is een Belgische politica voor CD&V. Ze is burgemeester van Lichtervelde.

## Biografie
Ria Pattyn studeerde regentaat Frans, geschiedenis en godsdienst in Tielt en studeerde af in 1982. Ze werkte later in het gemeentehuis als ambtenaar. Ze huwde met Guy Beeusaert en draagt zijn naam bij haar politieke loopbaan. Zij zetelt als 'Ria Beeusaert-Pattyn'. Zij hebben één dochter.
Ze ging in Lichtervelde in de gemeentepolitiek bij CVP en in 1988 nam ze een eerste keer deel aan de gemeenteraadsverkiezingen. In 1990 werd ze voorzitster van de plaatselijke CVP-afdeling. Ook in 1994 nam ze deel aan de gemeenteraadsverkiezingen. Hoewel ze verkozen werd, kon ze niet zetelen aangezien zij ook voor de gemeente werkte. In 2000 werd ze opnieuw verkozen. Zetelend burgemeester Gabriël Kindt werd echter onverwacht lid van de Bestendige Deputatie van de provincie West-Vlaanderen. Zo kwam Ria Beeusaert-Pattyn in beeld als opvolger. Ze nam ontslag als gemeentebediende en zetelde vanaf januari 2001 in de gemeenteraad als burgemeester. In 2006 won ze met haar partij de gemeenteraadsverkiezingen en werd herkozen. Naast het algemene beleid is cultuur een van haar belangrijkste bevoegdheden binnen het college van burgemeester en schepenen.
Voor haar loopbaan bij de gemeente Lichtervelde was ze onder meer werkzaam op het kabinet van Luc Martens. Daarnaast nam ze ook deel aan de federale verkiezingen van 1995 en de Vlaamse verkiezingen van 1999, maar sinds haar burgemeesterschap legde ze zich enkel toe op de lokale politiek.